# Litouws militair ordinariaat
Het Litouwse militair ordinariaat (Litouws: Lietuvos kariuomenes ordinariatas) is een militair ordinariaat van de Rooms-Katholieke Kerk. Het staat als immediatum onder rechtstreeks gezag van de Heilige Stoel.
Het ordinariaat verzorgt de zielzorg van de katholieke manschappen onder de Litouwse Strijdkrachten. Het werd door paus Johannes Paulus II opgericht op 25 november 2000 met de apostolische constitutie Christi discipuli. Na een wederzijdse overeenkomst tussen de Heilige Stoel en de republiek Litouwen bevindt de zetel van het ordinariaat zich in de hoofdstad Vilnius.

## Bisschoppen van het Militair ordinariaat
- 2000-2010: Eugenijus Bartulis
- 2010-2013: Gintaras Linas Grušas
  - 2013-heden: Sedisvacatie